# Edgard Colle
Edgard Colle (Gante, 18 de mayo de 1897-20 de abril de 1932) fue un jugador de ajedrez belga. Su carrera ajedrecística se vio afectada por su mala salud. Sobrevivió a tres operaciones para intentar solucionar una úlcera péptica y murió tras una cuarta, a la edad de 34 años.
En su corta carrera, obtuvo unos resultados excelentes. Ganó el campeonato de Bélgica cinco veces, en los años 1922, 1924, 1925, 1928 y 1929, además de ser seis veces Campeón de la Federación belga, en el mismo intervalo.
Participó en la I Olimpiada de ajedrez no oficial en París, 1924, donde Bélgica quedó en 9.° posición en la clasificación por equipos, y en el apartado individual, Colle obtuvo la medalla de plata al quedar tercero en la final del Campeonato del Mundo Amateur (el campeón fue Hermanis Matisons). En 1926 participó a título particular al 1st FIDE Masters, torneo individual que se disputó en paralelo a la competición por equipos de la II Olimpiada de ajedrez no oficial a Budapest y empató en los lugares 7.º - 8.º con Richard Réti (el torneo individual el ganaron ex aequo Ernst Grünfeld y Mario Monticelli, y la competición por equipos, Hungría).
En cuanto a torneos internacionales, obtuvo entre otros, el primer lugar en Ámsterdam 1926 , por delante de Savielly Tartakower y del futuro Campeón del mundo Max Euwe, el primer lugar en Merano 1926, por delante de Esteban Canal, y el primer lugar a Scarborough 1930, por delante de Géza Maroczy y de Akiba Rubinstein.

## Sistema Colle
Colle es recordado hoy en día principalmente por haber sido pionero en el desarrollo de la apertura de ajedrez conocida actualmente como sistema Colle: 1.d4 d5 2.Cf3 CF6 3.e3. Las blancas normalmente continúan con Ad3, 0-0, y Cbd2, intentando una ruptura central con e4. La apertura es, de hecho, una defensa Semi-Eslava con colores cambiados. En respuesta al golpe ...c5 de las negras , las blancas suelen sostener el centro con c3. El sistema Colle fue muy empleado a finales de los años 1920 y los 1930. El propio Colle lo jugó entre 1925 y su muerte en 1932, ganando muchas partidas con esta apertura, incluidos varios dibujos. La partida Colle - O'Hanlon, de Niza 1930, es muy famosa. La apertura obtuvo una gran popularidad, especialmente en Estados Unidos gracias a los esfuerzos del Maestro Internacional (y más tarde GM honorífico) belga-americano George Koltanowsky, quien se mantuvo fiel al Sistema Colle lo largo de toda su carrera, y escribió varios libros. Koltanowski decía que jugaba la apertura como un homenaje a su amigo Colle. En algunas fuentes, la apertura es llamada a veces como el sistema Colle-Koltanowski.
El sistema Colle no ha obtenido el favor de los jugadores de alto nivel, dado que rápidamente se encontraron buenas defensas para las negras. La Teoría del ajedrez actual tilda el sistema de seguro pero pasivo. Sin embargo, debido a su sólida estructura de peones, lógico emplazamiento de las piezas, y estrategia coherente, la apertura a menudo gusta mucho a los jugadores noveles, como una forma segura de obtener un medio juego jugable. Por ello, el sistema es a menudo utilizado en torneos de aficionados y de escolares, pero es raro en torneos de profesionales. De todos modos, la han empleado algunas veces últimamente los grandes maestros Pia Cramling, Susan Polgar, y especialmente el excandidato al título mundial Artur Yusupov, quien prefiere jugarlo con b3 y un fianchetto de dama, un sistema conocido como en Colle-Zukertort.